# Könneritzstraße (Dresden)
Die Könneritzstraße ist eine Innerortsstraße mit Hauptstraßenfunktion im Stadtzentrum von Dresden. Die Bundesstraße liegt in Gänze in der Wilsdruffer Vorstadt in der Gemarkung Altstadt I. Damit verläuft sie im Stadtbezirk Altstadt und zählt zum statistischen Stadtteil Wilsdruffer Vorstadt/Seevorstadt-West. Kennzeichnend für die nach dem sächsischen Finanzminister Leonce von Könneritz (1835–1890) benannte Straße ist ihre Lage an den Hochgleisen der Bahnstrecke Děčín–Dresden-Neustadt. Die Bahnstrecke verläuft in diesem Bereich auf mehreren Viadukten, deren Brückenbögen mit der Bahnbögengalerie die nordwestliche Straßenseite auf ihrer gesamten Länge prägen. Mehrere Linien der Straßenbahn Dresden befahren die Ende des 19. Jahrhunderts angelegte Könneritzstraße, an der sich mit dem Bahnhof Dresden Mitte ein wichtiger Umsteigepunkt im Öffentlichen Personennahverkehr Dresdens sowie mit dem Kraftwerk Mitte (u. a. Theater Junge Generation und Staatsoperette Dresden) eine zentrale Kultureinrichtung der Landeshauptstadt befinden.

## Verkehr

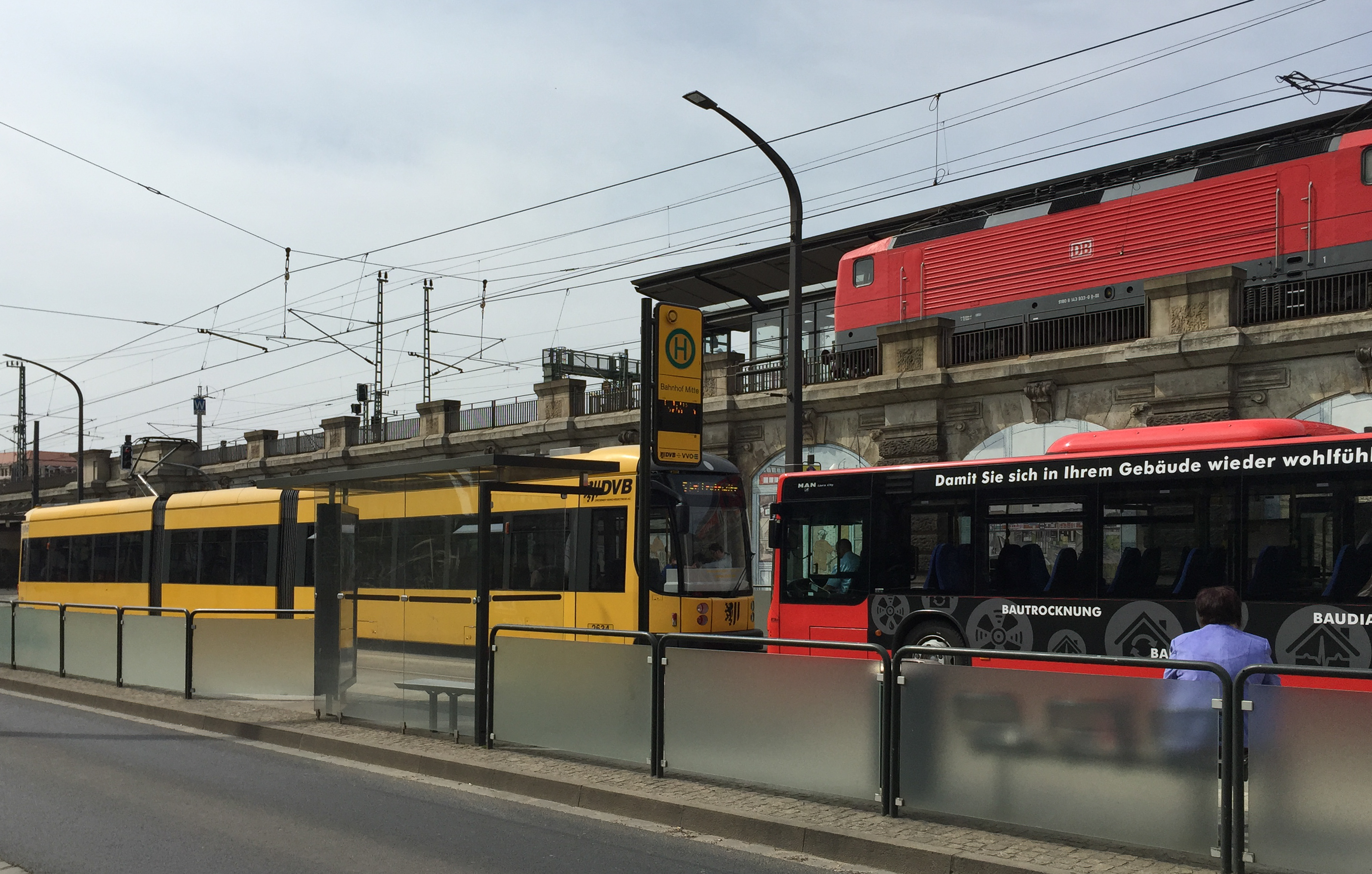
Verschiedene Verkehrsmittel des ÖPNV am Bahnhof Dresden Mitte

Die Könneritzstraße ist Teil des 26er Rings, der um die inneren Dresdner Vorstädte herumführt. Den Namen Könneritzstraße trägt diese Ringstraße von ihrem nordöstlichsten Punkt an der Devrientstraße bis zur Einmündung der Ehrlichstraße. Damit ist sie die Verbindung zwischen Marienbrücke und Ammonstraße. Die Könneritzstraße als Teilstrecke der Verkehrsachse vom Schlesischen zum Wiener Platz leitet den Verkehr nordwestlich um die Innenstadt herum. Von der Devrient- bis zur Magdeburger Straße ist die Könneritzstraße Teil der Bundesstraße 6, in ihrem übrigen Abschnitt Teil der dort beginnenden Bundesstraße 173. Eine weitere wichtige Kreuzung ist die mit der Schweriner Straße. Die Könneritzstraße verläuft überwiegend flach, die einzige geringfügige Steigung gibt es im nordöstlichsten Abschnitt als Rampe zur Marienbrücke.
An der Könneritzstraße liegt der Bahnhof Dresden Mitte, ein Haltepunkt der S-Bahn Dresden. Er bildet gemeinsam mit den benachbarten Straßenbahnhaltestellen in Höhe Jahnstraße einen wichtigen Umsteigepunkt im Stadtzentrum. Zusätzlich zu den Fußwegen entlang der Straßen gibt es für Fußgänger unter der Bahnstrecke noch Durchgänge am Bahnhof Dresden Mitte zur Weißeritzstraße, in Höhe Fußgängerampel Kraftwerk Mitte zur Roßthaler Straße sowie seit 2007 in Höhe Ehrlichstraße zur Bauhofstraße. Für den motorisierten Individualverkehr stehen pro Fahrtrichtung eine Fahrspur sowie Abbiegespuren vor Kreuzungen zur Verfügung. In Richtung Marienbrücke ist die Fahrbahn zwischen Ehrlich- und Schweriner Straße zweispurig ausgebaut, in der Gegenrichtung jene zwischen Devrient- und Magdeburger Straße.
Die Gleise der Straßenbahn Dresden (Linien 6 bzw. 10 der Dresdner Verkehrsbetriebe) verlaufen in der Straßenmitte, bis sie nahe der Ehrlichstraße auf einen eigenen Bahnkörper neben der Straße geführt werden. Entlang der Straße befinden sich zwei behindertengerecht ausgebaute Straßenbahnhaltestellen: die Haltestelle „Kongresszentrum (Haus der Presse)“ zwischen Devrientstraße und Ostra-Allee, die Haltestelle „Bahnhof Mitte“ zwischen Laurin- und Jahnstraße. Geplant ist der Bau einer dritten Straßenbahnhaltestelle in Höhe Kraftwerk Mitte auf Kosten der linken Fahrspur in Richtung Marienbrücke. Abzweige bzw. Gleiskreuzungen der Straßenbahn gibt es in Höhe Ostra-Allee, Max-/Friedrichstraße und Jahnstraße – letztere gilt als „eine der kompliziertesten Schienenkreuzungen der Stadt“. Bis auf wenige Meter nahe der Einmündung Devrientstraße sind Straßen- und Schienenverkehr auf der Könneritzstraße durch separate Spuren voneinander getrennt, lediglich Busse des ÖPNV teilen sich abschnittsweise den Verkehrsraum mit den Straßenbahnen.

## Geschichte

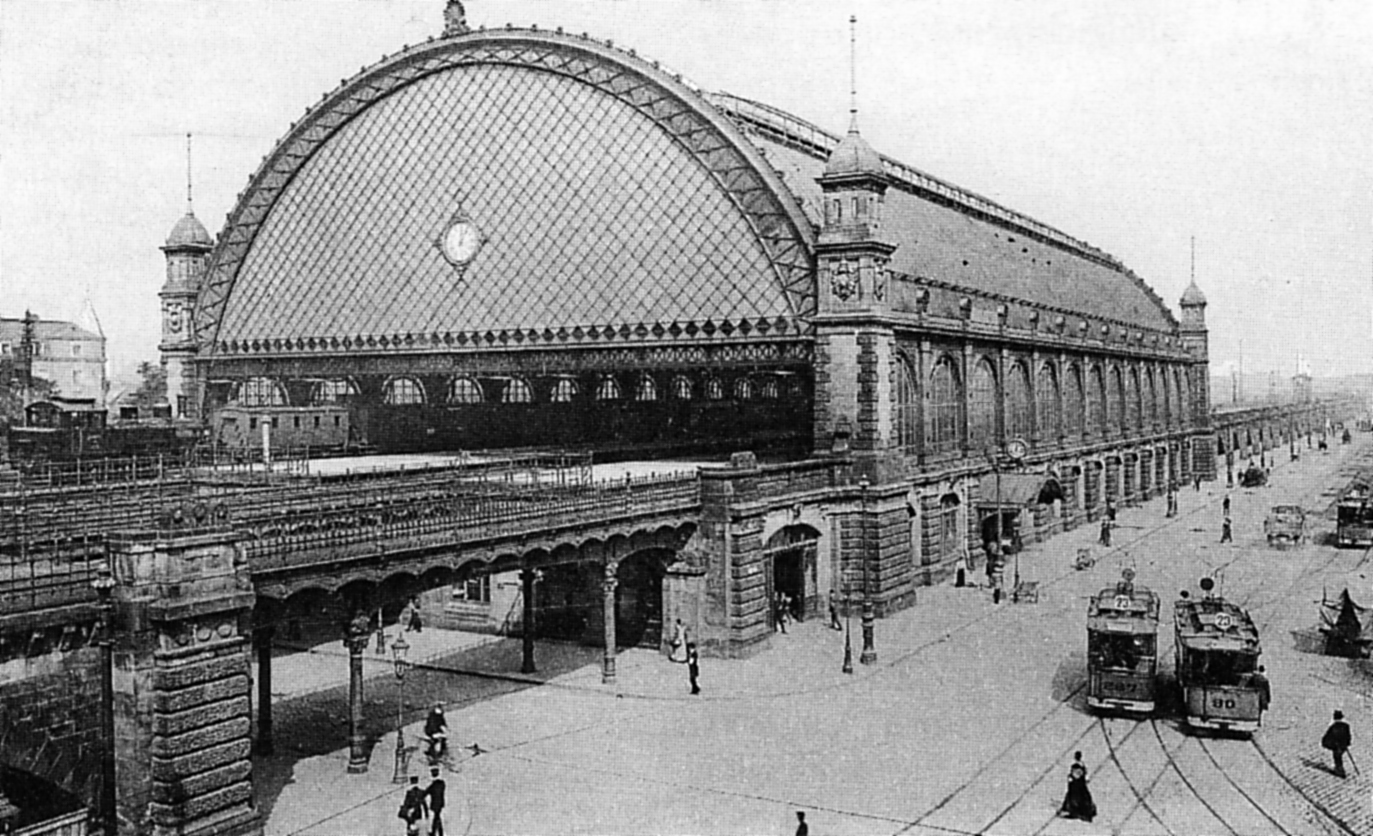
Bahnhof Wettiner Straße im Jahr 1908, rechts die Könneritzstraße

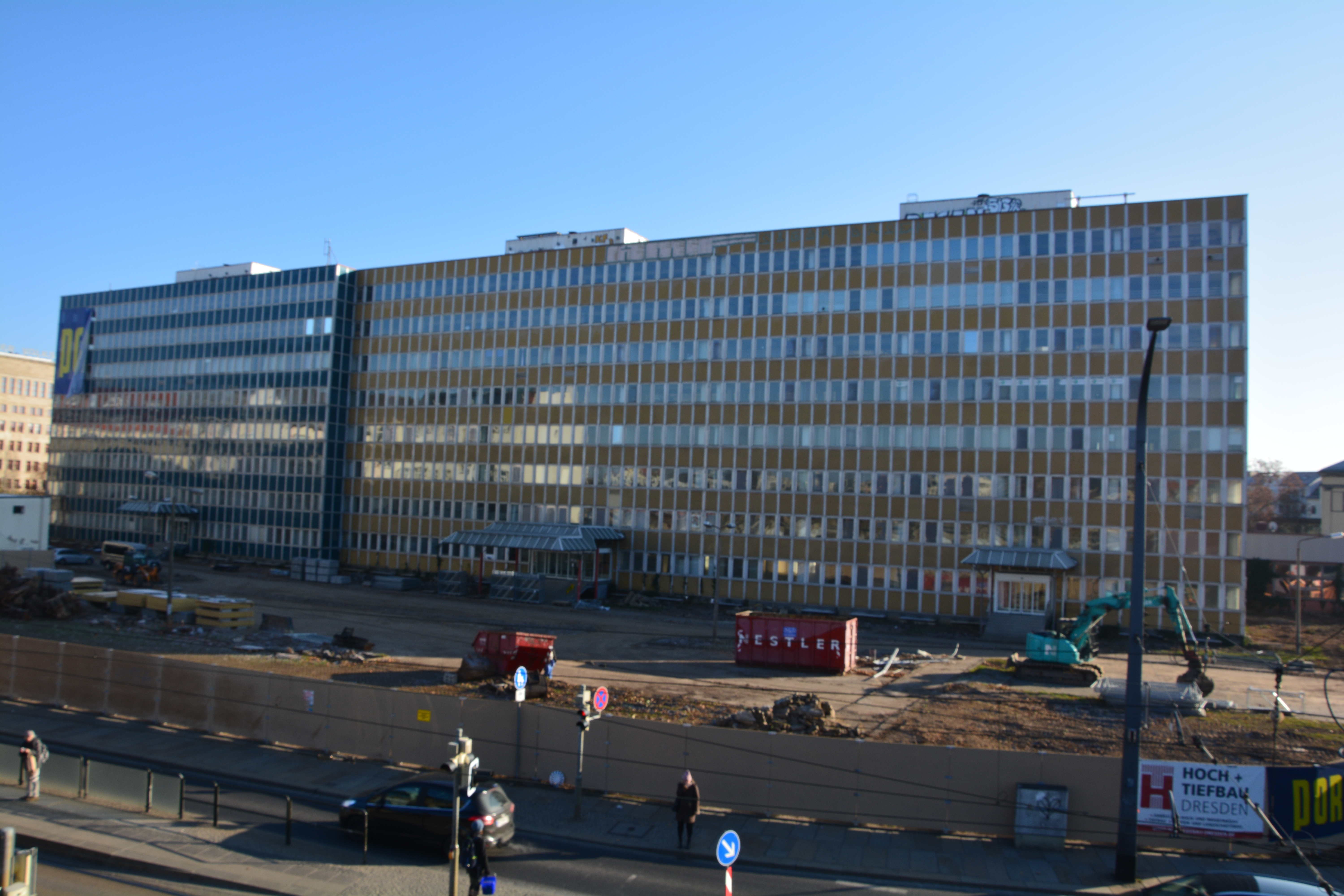
Könneritzstraße 25 kurz vor dem Abriss, Ende 2018

Der heutige Bereich der Könneritzstraße war bis ins frühe 19. Jahrhundert der unbefestigte und hochwassergefährdete rechte Uferstreifen der Weißeritz. Die Bebauung der Wilsdruffer Vorstadt erreichte dieses Gebiet zunächst an der heutigen Einmündung der Maxstraße, da sie Teil der Hauptverbindung zwischen der Inneren Altstadt und der Friedrichstadt war. Dort lag die jahrhundertelang einzige Weißeritzbrücke unterhalb Löbtaus, die Friedrichsbrücke (vormals Ostrabrücke). In der ersten Hälfte des 19. Jahrhunderts entstand in diesem Bereich – zwischen den heutigen Einmündungen der Maxstraße und der Ostra-Allee – auch der erste rechtsseitige Uferweg der Weißeritz als frühester Vorläufer der Könneritzstraße.
Mit dem Bau der Marienbrücke von 1846 bis 1852 kam es auch zur Anlage der innerstädtischen Bahnverbindung zwischen Dresden Hauptbahnhof und Bahnhof Dresden-Neustadt. Auf Altstädter Seite erforderten die Lage im Elbtal und der damalige Verlauf der Weißeritz für diese Bahn eine 769 Meter lange Vorlandbrücke. In alten Kartenwerken ist sie als „Viaduct der Verbindungsbahn“ vermerkt; nach ihrem Verlauf sollte sich später die Könneritzstraße richten. Der vorhandene Weißeritzuferweg diente nun als Zufahrt zur Marienbrücke, war jedoch durch die neue Bahnstrecke von der Weißeritz abgetrennt. Er erhielt daraufhin den Namen Am Viaduct, unter dem er unter anderem in einem Stadtplan von 1862 vermerkt ist.
Im Generalbauplan von 1862 war der Bereich der späteren Könneritzstraße als Grenze zwischen der geschlossenen Bebauung der inneren und der offenen Bebauung der äußeren Vorstädte vorgesehen. Nach dem Vorbild anderer Städte sollte sie Teil einer Promenade werden, die ringförmig um die innere Stadt führt und den Personen- und Frachtverkehr zwischen den Dresdner Bahnhöfen aufnimmt. In der zweiten Hälfte des 19. Jahrhunderts rückte die Bebauung der Wilsdruffer Vorstadt bis unmittelbar an die Bahnstrecke heran – insbesondere im Bereich des Gaswerks Altstadt am Wettiner Platz. Häufig handelte es sich um als Garten genutzte Grundstücksrückseiten unter anderem von der Schützengasse, die jedoch teilweise eine gemeinsame Fluchtlinie besaßen, denen allenfalls ein schmaler Fußweg folgte.
Erst im Zuge der Planungen zur Umgestaltung des Eisenbahnknotens Dresden wurde auch die Anlage einer Straße auf der Südostseite der Bahnstrecke nachdrücklicher projektiert. In Stadtplänen ab den späten 1880er Jahren ist der Verlauf der damals noch geplanten Straße bereits angedeutet. Von 1891 bis 1893 wurde die Weißeritz nach Cotta verlegt, um damit Bauland zu gewinnen. Dies diente unter anderem der Anlage der Straße, die nach Südwesten bis zur Ammonstraße verlängert wurde. Dafür verkleinerte man das Gelände des Gaswerks, aus dem um 1895 das Lichtwerk als Vorläufer des Kraftwerks Mitte hervorging. Hauptgrund für die Weißeritzverlegung war jedoch die Verbreiterung der Bahnstrecke, für die Mitte der 1890er Jahre neue Viadukte sowie ab 1898 eine zweite Marienbrücke entstanden.
Der Durchgangsverkehr auf den Viadukten startete 1896; diese Jahreszahl findet sich in einem restaurierten Medaillon an einem Brückenpfeiler an der Könneritzstraße, unmittelbar links der Schweriner Straße. Am 1. Oktober 1897 wurde in Höhe Jahnstraße unter dem Namen „Haltestelle Wettiner Straße“ der Bahnhof Dresden Mitte mit seiner 100 Meter langen und 36 Meter breiten Bahnsteighalle eröffnet, die alle sechs Gleise überspannte. Auf der anderen Seite der neuen Straße entstanden bis 1896 in geschlossener Bauweise aneinandergereihte fünfstöckige Wohnhäuser mit Ladenzone im Erdgeschoss und repräsentativer Klinkerfassade. Zwischen Ostra-Allee und Bahnhof Dresden Mitte gab es somit spätestens ab 1900 eine geschlossene Reihenhausbebauung.
Südwestlich davon, so auch im Bereich des Kraftwerks, herrschte offene Bauweise vor. Lediglich die Fläche nahe der Einmündung Devrientstraße blieb bis 1945 und in der Folge bis in die Gegenwart (Stand: 2018) unbebaut, wenngleich es bereits im frühen 20. Jahrhundert eine Bebauungsabsicht und entsprechende Parzellierung gab. Zwischen Devrientstraße und Ostra-Allee mündete ab etwa 1900 noch die Pöppelmannstraße ein, die infolge der damaligen Überbauung des Maximiliansgartens angelegt und nach 1945 wieder eingezogen wurde, bevor man dort das Haus der Presse errichtete. Ebenfalls nicht mehr existent ist die 1912 so benannte und in den 1980er Jahren überbaute Moritz-Kloß-Straße, die die Könneritzstraße von der Einmündung der Jahnstraße mit der Straße Am Schießhaus verband.

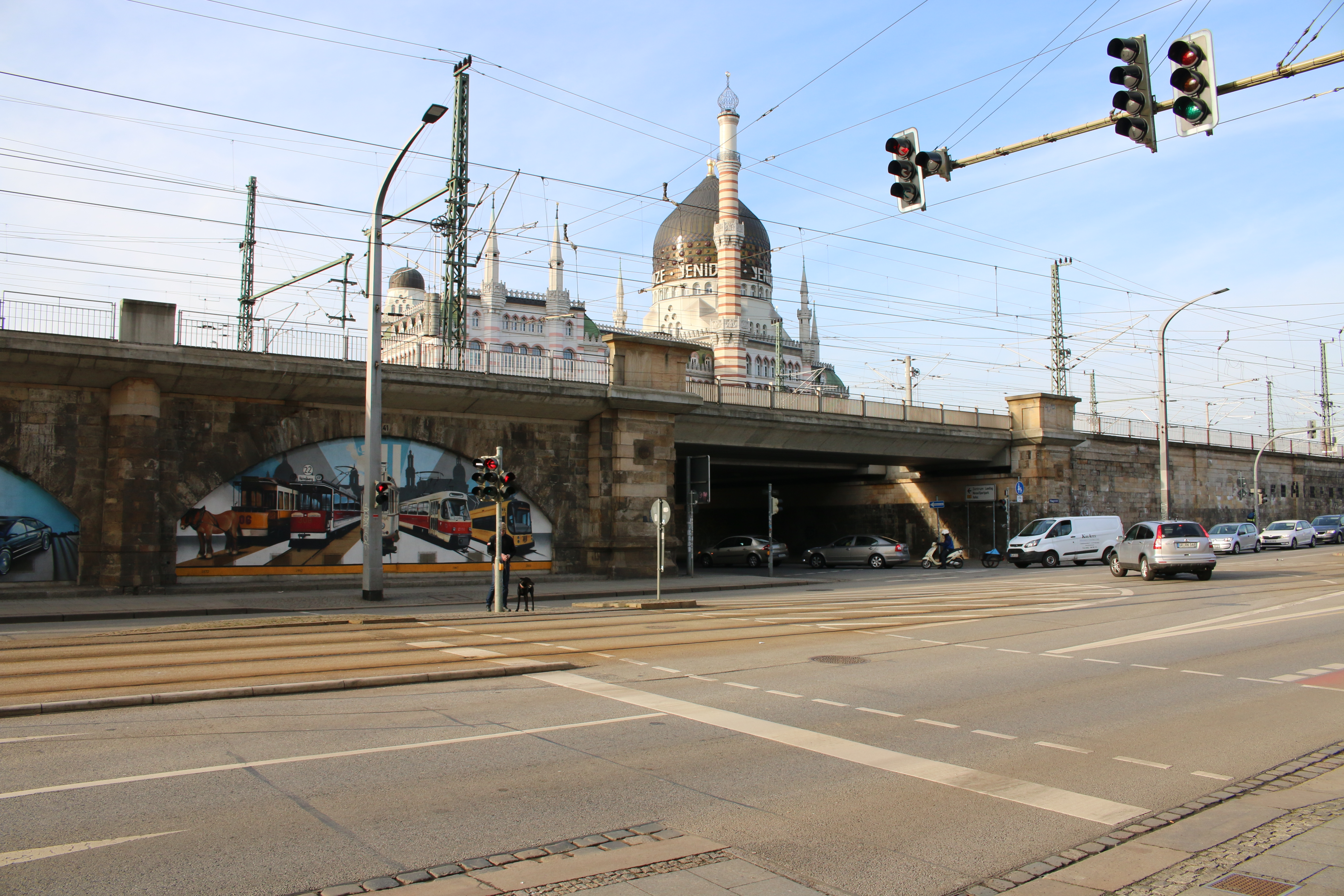
Kreuzung Könneritz-/Magdeburger Straße (abbiegende Bundesstraße 6) mit Viadukt der Bahnstrecke Děčín–Dresden-Neustadt und der Bahnbögengalerie, im Hintergrund die Yenidze

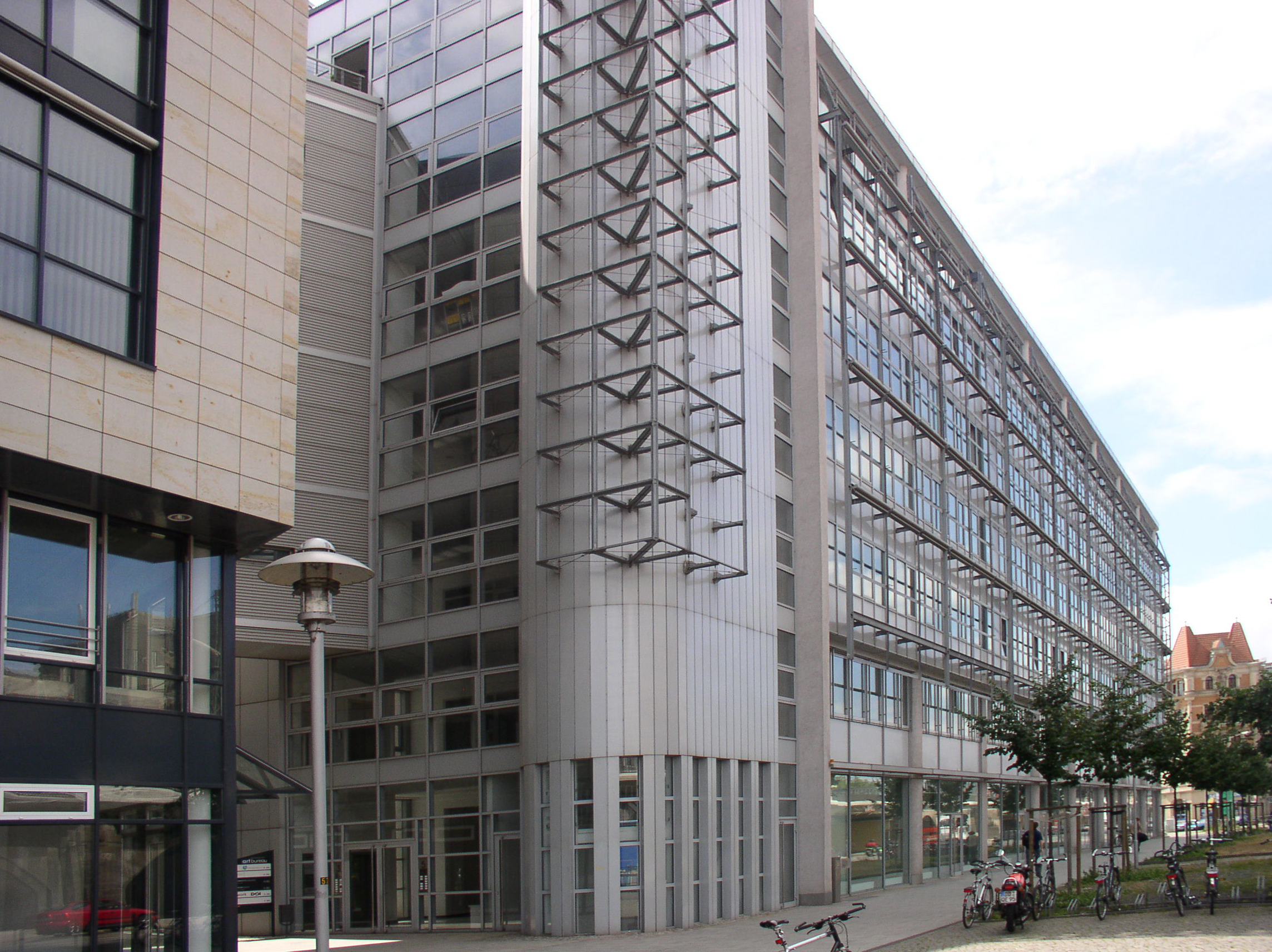
Könneritzstraße 5, nordwestlicher Flügel des Gebäudekomplexes Penck-Hotel

Die Straße hatte unterdessen bis 1895 den Namen Könneritzstraße erhalten – nach dem 1890 verstorbenen Rittergutsbesitzer, Juristen und konservativen Politiker Leonce von Könneritz, der auch Mitglied des Sächsischen Landtags war und in dessen von 1876 bis 1890 dauernde Amtszeit als Sachsens Finanzminister die Bewilligung zahlreicher Eisenbahnstrecken fiel. Der 22. November 1900 ging als Eröffnungstag der elektrifizierten Straßenbahnstrecke von der Maxstraße bis zur Ammonstraße in die Geschichte des Straßenbahnnetzes Dresden ein, am 16. November 1901 folgte die Strecke von der Maxstraße bis über die Marienbrücke. Ab 1904 verkehrte dort die Ringbahnlinie 26, die dem 26er Ring den Namen gab. Neben dem Lichtwerk wurde 1900 das Westkraftwerk als spiegelbildliches Pendant erbaut, das ebenfalls elektrische Energie erzeugte. Beide wurden 1926 bis 1928 zum Kraftwerk Mitte zusammengelegt und erweitert.
Infolge der verheerenden Luftangriffe auf Dresden im Februar 1945 wurden viele Gebäude entlang der Könneritzstraße zerstört bzw. schwer beschädigt und später abgerissen. Dies betraf unter anderem die Halle des Bahnhofs Dresden Mitte. An der Kreuzung mit der Schweriner Straße ging am 10. Dezember 1961 Dresdens erste vollautomatische Ampel in Betrieb. Allerdings entstanden in der Zeit der DDR entlang der Könneritzstraße nur wenige neue Gebäude, so dass viele Grundstücke für mehrere Jahrzehnte brachlagen. Markantester Neubau aus dieser Ära war der in den 1980er Jahren errichtete Achtgeschosser des VEB Energiebau an der Könneritzstraße 25, der damit seinen Sitz von Radebeul nach Dresden verlegte. Ab den 2000er Jahren diente das Gebäude, das ab Ende 2018 abgerissen wurde, als kostengünstiger Standort für Bildungs- und Sozialeinrichtungen, Start-ups und Vereine.
Der Büroriegel hatte nicht in der Flucht der Könneritzstraße gestanden, sondern war um mehr als 30 Meter nach hinten versetzt. Hintergrund waren seit den 1960er Jahren existierende Pläne, deren Leitmotiv eine auf Kfz-Zuwachs orientierte Entwicklung der Verkehrsinfrastruktur war. Danach sollten die Hauptverkehrsstraßen des 26er Rings und innerhalb davon großzügig ausgebaut sowie mehrspurig verbreitert werden und die Straßenbahn einen eigenen Gleiskörper erhalten. Wurde dies unter anderem im Falle der St. Petersburger Straße und der Ammonstraße im Bereich Brücke Budapester Straße realisiert, so blieben die Ausbauplanungen zur Könneritzstraße, die auch eine neue Marienbrücke ähnlich der Carolabrücke umfasst hätten, unausgeführt. Ähnlich wie die St. Petersburger Straße hätte die Könneritzstraße auf ihrer dann von Bebauung komplett beräumten Südostseite einen breiten Grünstreifen bekommen, die Straßenbahnstrecke wäre dort allerdings in Mittellage verlaufen, also zwischen beiden Richtungsfahrbahnen.
Dem Namen nach zugeschlagen wurde der Straße erst nach dem Zweiten Weltkrieg der Bereich zwischen Devrient- und Magdeburger Straße, der bis dahin – noch zurückgehend auf die Funktion dieses Abschnitts als Brückenrampe – als Teilstück der Marienbrücke geführt wurde. Benannt war die Straße in der Zeit der DDR politisch bedingt allerdings nicht mehr nach dem aus dem thüringisch-meißnischen Adelsgeschlecht Könneritz stammenden Aristokraten, sondern nach dem KPD- bzw. SED-Politiker und FDGB-Funktionär Paul Gruner (1890–1947). Die Rückbenennung nach Leonce von Könneritz erfolgte 1990 nach der Wende und friedlichen Revolution in der DDR. In den 1990er Jahren begann schrittweise auch die Sanierung der Straße, auf der der Verkehr stark angestiegen war. Die Straßenbahngleise wurden erneuert und von den Autofahrspuren separiert. Der Wechsel aus Betonplatten im Gleisbereich, instabil gewordenem Asphalt sowie teils noch Kopfsteinpflaster wich einer Asphaltdecke, zudem erhielt die Straße neue Fuß- und Radwege.
In den 1990er Jahren entstanden zunächst zwischen Ostra-Allee und Maxstraße, dann zwischen Ritzenberg- und Laurinstraße und schließlich zwischen Jahn- und Schweriner Straße neue Wohn- und Geschäfts- bzw. Bürohäuser. Um 2000 wurde das an der Ecke Könneritzstraße stehende Gebäude Schweriner Straße 54 wegen Baufälligkeit abgerissen – errichtet um 1850, war es das letzte Haus an der Könneritzstraße aus der Zeit vor ihrer Entstehung. Ebenfalls um 2000 wurden nahe der Einmündung der Ehrlichstraße fünfstöckige Wohngebäude aus der Zeit vor dem Zweiten Weltkrieg abgerissen, um Platz für den folgenden Ausbau der Könneritzstraße zu schaffen. Im ersten Halbjahr 2002 wurde die Straßenbahnstrecke von der Schweriner Straße zwischen Wettiner Platz und Weißeritzstraße auf die Jahnstraße verlegt, damit unmittelbar am Bahnhof Dresden Mitte ein zentraler Umsteigepunkt entstehen konnte.
Beim Hochwasser in Mitteleuropa 2002 trat im August auch die Weißeritz über ihre Ufer. Sie floss erstmals seit ihrer Verlegung Ende des 19. Jahrhunderts wieder etwa entlang ihres einstigen Flussbetts auch über die Könneritzstraße und richtete dabei in sämtlichen anliegenden Häusern enormen Schaden an. Die Reparaturen erfolgten in den folgenden Jahren mit Finanzmitteln aus der staatlichen Hochwasserhilfe. Nach siebenmonatiger Bauzeit ersetzte im Dezember 2005 die behindertengerechte Straßenbahnhaltestelle „Kongresszentrum (Haus der Presse)“ die alten Stationen vor dem Gebäudekomplex Penck-Hotel. Im Jahr 2007 wurde der zwischen Ehrlich- und Schweriner Straße gelegene Abschnitt der Könneritzstraße als letztes linkselbisches Teilstück des 26er Rings saniert. Verkehrszählungen im Jahr 2009 ergaben für die fertig ausgebaute Könneritzstraße im Bereich Bahnhof Dresden Mitte eine Belastung von 20.100 Kraftfahrzeugen in 24 Stunden. Nach dem 2006 erfolgten Abriss des markanten Kesselhauses des Kraftwerks Mitte laufen seit 2011 umfangreiche Umbauten auf dem Gelände. Ende 2019 beschloss der städtische Bauausschuss die Aufstellung eines Bebauungsplans für eine 0,87 Hektar große, aktuell (Stand: 2020) als Pkw-Parkplatz genutzte Fläche an der Ecke Könneritz-/Ehrlichstraße, um dort ein modernes Büro- und Geschäftshaus, das auch ein bis zu 55 Meter hohes Hochhaus enthält, zu errichten.

## Bebauung

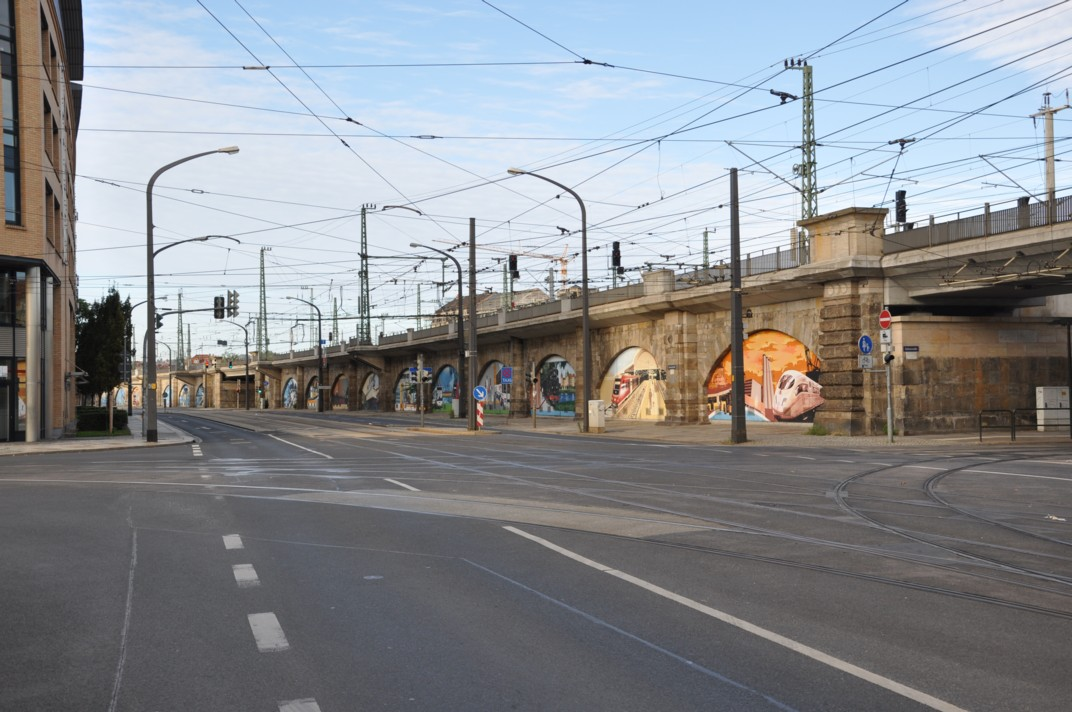
Stadtviadukt II der Bahnstrecke Děčín–Dresden-Neustadt mit Teil 3 der Bahnbögengalerie

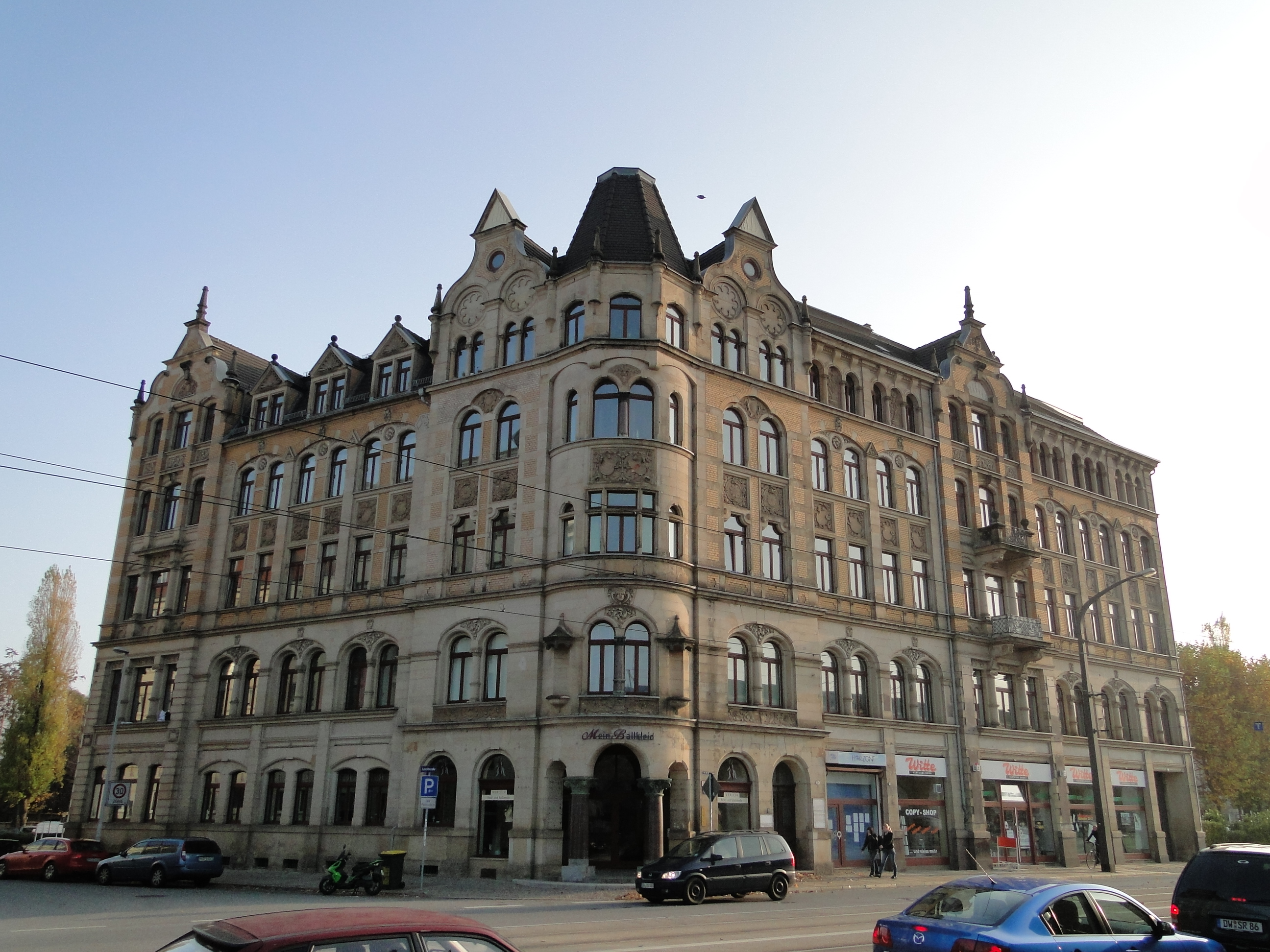
Kulturdenkmale Könneritzstraße 19 und 21

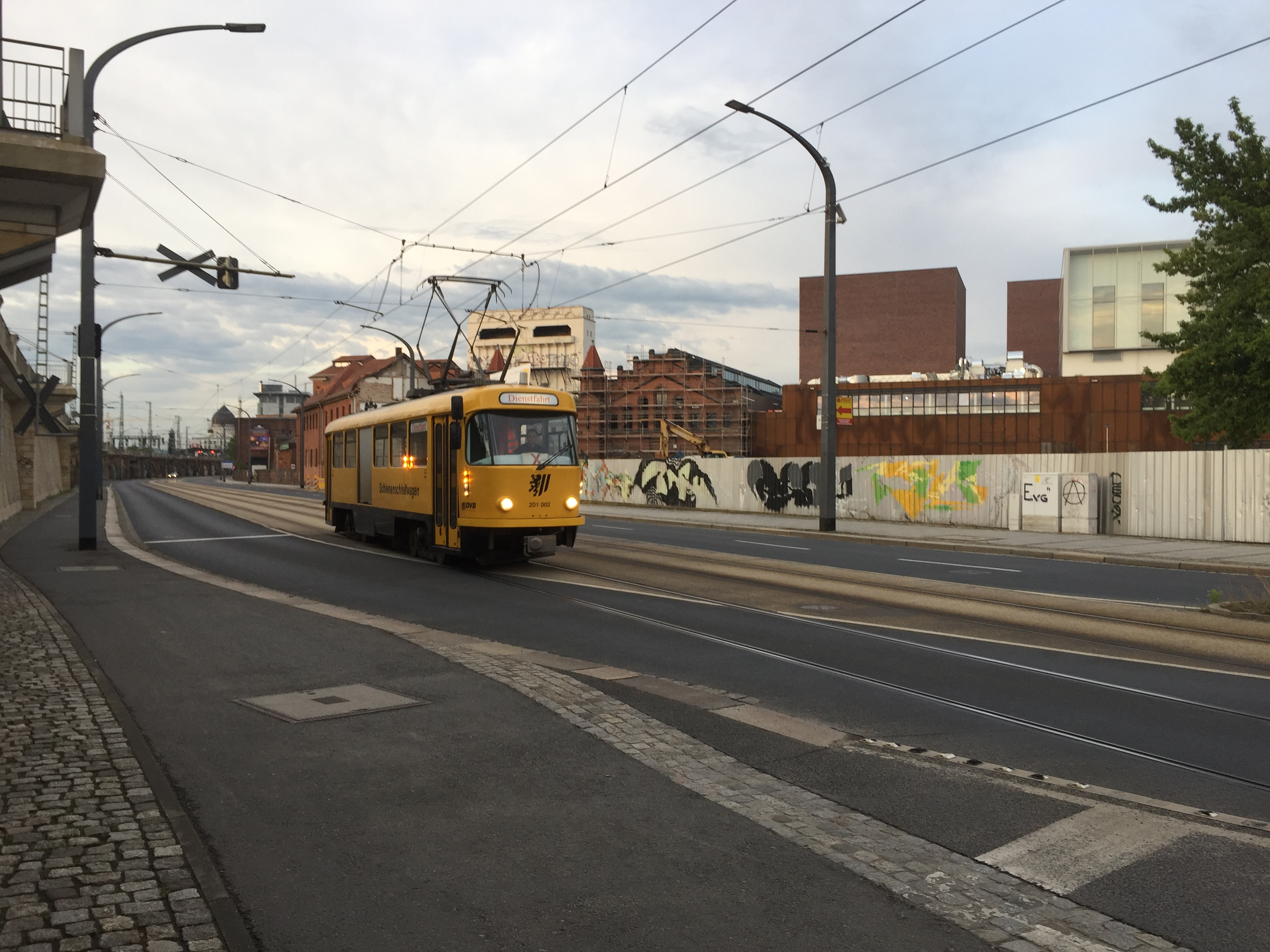
Blick über die Könneritzstraße auf die Bauten des Kraftwerks Mitte

Entlang der gesamten nordwestlichen Straßenseite erstreckt sich der als innerstädtische Verbindungsbahn bezeichnete, höhergelegte Abschnitt der Bahnstrecke Děčín–Dresden-Neustadt. Der 163 Meter lange Stadtviadukt Dresden I befindet sich dabei direkt südwestlich der Brücke über die Schweriner Straße. Nordöstlich schließt sich der 117 Meter lange Stadtviadukt Dresden II zwischen den Brücken über die Schweriner und die Jahnstraße an. Gegenüber der Könneritzstraße 25 folgt der Bahnhof Dresden Mitte mit der Adresse Könneritzstraße 2. Zwischen den Brücken über die Friedrich- und die Magdeburger Straße erstreckt sich schließlich noch der 120 Meter lange Stadtviadukt Dresden III.
Bei den Stadtviadukten – sie gelten als „stadtentwicklungsgeschichtlich bedeutend“ und stehen deshalb als technische Denkmale in Dresden unter Schutz – handelt es sich um in den 1890er Jahren errichtete Bogenbrücken aus Sandstein, die um 2006 zugemauert wurden. Auf den so entstandenen Fassaden befindet sich die Bahnbögengalerie, eine anlässlich des damaligen 800-Jahre-Ersterwähnungsjubiläums der Stadt Dresden gestaltete Serie von Graffiti-Bildern, die sich vornehmlich mit den Themen Verkehr und Infrastruktur befassen. Ähnliche Streetart-Werke zieren die Außenmauern des Bahnhofs Mitte.
Der Abschnitt zwischen Devrientstraße und Ostra-Allee ist unbebaut. Dort befindet sich eine öffentlich zugängliche Grünanlage. In Sichtweite stehen die Yenidze auf der anderen Seite der Bahnstrecke sowie das Haus der Presse, das Internationale Congress Center und der Erlweinspeicher. Zwischen Ostra-Allee und Maxstraße steht ein siebenstöckiger, von einem Wechsel aus Fensterbändern und metallverkleideten Wandstreifen mit „technizistischem Charakter“ geprägter Geschäfts- und Büroriegel, der den rückwärtigen Flügel des dreieckigen Penck-Hotel-Gebäudekomplexes bildet (Hausnummern 5 und 7); in dem Gebäudeflügel mit der Hausnummer 3 (Ecke Ostra-Allee) hat unter anderem die SPD Sachsen ihren Sitz. Das Grundstück Maxstraße 17 im Winkel zwischen Max- und Ritzenbergstraße ist unbebaut.
Südwestlich der Ritzenbergstraße folgen die beiden 1896 errichteten Wohnhäuser Könneritzstraße 11 (u. a. Sitz der schweizerischen konsularischen Vertretung in Dresden) und 13, die fünf Vollgeschosse mit einer Ladenzone im Erdgeschoss aufweisen und als Kulturdenkmale geschützt sind (siehe Liste der Kulturdenkmale in der Wilsdruffer Vorstadt). Daran angebaut wurde 1996 das sechsstöckige Wohn- und Geschäftshaus Könneritzstraße 15/Laurinstraße 6. Auf der anderen Seite der Laurinstraße, gegenüber dem Bahnhof Mitte, folgen die ebenfalls unter Denkmalschutz stehenden Wohnhäuser Könneritzstraße 19 und 21, genau wie die Hausnummern 11 und 13 fünfgeschossig und mit Klinkerfassaden ausgeführt. Im Bereich der Könneritzstraße 25 errichtet die Deutsche Wohnen voraussichtlich bis 2024[veraltet] einen großen Wohnhauskomplex (Arbeitstitel: „Quartier Schützengarten“), der sich bis zum Schützenplatz und zur Schützengasse erstreckt. An der Könneritzstraße 29 bis 33 steht seit 1998 ein siebenstöckiges Bürogebäude. Das Eckgrundstück Schweriner Straße 54 ist unbebaut.
Südwestlich der Schweriner Straße erhebt sich bis zum Ende der Könneritzstraße der Komplex des Kraftwerks Mitte. Dabei liegen dort mehrere denkmalgeschützte Bauten an der Könneritzstraße: das 1926 errichtete ehemalige Bahnwerk (Schweriner Straße 28), der ehemalige Kohleschuppen (seit 2002/06 KraftWerk – Dresdner Energiemuseum, postalische Anschrift: Kraftwerk Mitte 26), das 1895 erbaute ehemalige Lichtwerk (u. a. Kraftwerk Mitte 18) und das ebenfalls 1895 errichtete ehemalige Sozialgebäude (Kraftwerk Mitte 16). Seit 2016 sind im Kraftwerk Mitte das Theater Junge Generation und die Staatsoperette Dresden untergebracht. Die Eröffnung der umgezogenen Puppentheatersammlung ist für 2024[veraltet] geplant.